# DaVarryl Williamson
DaVarryl Williamson (* 25. Juli 1968 in Washington, D.C., Vereinigte Staaten) ist ein US-amerikanischer Schwergewichtsboxer.

## Amateurkarriere
DaVarryl Williamson, der aus schwierigen Familienverhältnissen stammt und auch in anderen Sportarten erfolgreich war, begann erst im Alter von 25 Jahren mit dem Boxen. Sein ungewöhnlicher Spitzname „Touch of Sleep“ rührt daher, dass er während seiner Amateurkarriere für seine Schlagkraft in der rechten Hand bekannt war, mit der er viele Gegner „schlafen schickte“. Als Amateur gewann Williamson 120 Kämpfe (108 KOs) bei nur 17 Niederlagen und einem Unentschieden. Er war 1996 bis 1998 dreimal in Folge US-amerikanischer Meister im Schwergewicht und gewann dabei 1997 und 1998 jeweils gegen Calvin Brock. 1996 gelang ihm ein Sieg über Lamon Brewster. Bei den Goodwill Games 1998 verlor er im Finale gegen Félix Savón durch Erstrunden-KO. Für die Olympischen Spiele 1996 und 2000 konnte er sich nicht qualifizieren, da er sich im Qualifikationsturnier jeweils nicht durchsetzen konnte.

## Profikarriere
Erst im Jahre 2000 wurde er fast 32-jährig Profi. Er verlor bereits seinen vierten Profikampf durch KO, konnte aber mit Corey Sanders (nicht zu verwechseln mit dem Südafrikaner Corrie Sanders) und Robert Wiggins später zwei respektierte Gegner besiegen, ehe er gegen den ungeschlagenen Joe Mesi in der ersten Runde schwer KO ging.
Nach zwei weiteren Siegen verlor er 2004 gegen Wladimir Klitschko. In der vierten Runde gelang ihm zwar ein Niederschlag, doch nach der fünften Runde wurde der Kampf wegen einer stark blutenden Platzwunde Klitschkos abgebrochen. Da diese Verletzung nicht durch Schlagwirkung, sondern infolge eines unbeabsichtigten Kopfzusammenstoßes entstand, wurde der Kampf den Regeln entsprechend nach Punkten entschieden.
Sein Promoter Don King machte es dennoch möglich, dass er nach zwei weiteren Siegen, über den bereits 39-jährigen Oliver McCall und Derrick Jefferson, noch vor Klitschko gegen Chris Byrd um den IBF-Weltmeistertitel boxen durfte. Er verlor in einem von Kritikern als „stinklangweilig“ empfundenen Kampf relativ knapp nach Punkten.
Aufgrund dieser Vorstellung hatte er in der Folgezeit Schwierigkeiten gute Gegner zu bekommen und blieb über längere Phasen inaktiv. Im Mai 2005 besiegte er den ungeschlagenen Italoamerikaner Mike Mollo durch technischen KO in Runde vier.
Nachdem Vitali Klitschko zu seinem für den September 2007 geplanten Comebackkampf gegen Jameel McCline aufgrund einer Trainingsverletzung nicht antreten konnte, sollte Williamson im Rahmenprogramm der WBC-Weltmeisterschaft zwischen Oleg Maskajew und Samuel Peter am 6. Oktober 2007 im New Yorker Madison Square Garden gegen McCline boxen. Da wenig später allerdings auch Maskajew seinen Kampf verletzungsbedingt absagen musste und McCline daraufhin gegen Peter kämpfte, wurde der Australier Kali Meehan kurzfristig als Ersatzgegner für Williamson verpflichtet. Meehan gelang am Ende der sechsten Runde ein Niederschlag. Williamson rettete sich zwar schwer angeschlagen in die Rundenpause, konnte sich allerdings nicht erholen und wurde auf Weisung des Ringarztes vor der siebten Runde aus dem Kampf genommen.
Anschließend gewann er zwei Aufbaukämpfe, bevor er am 31. Oktober 2009 gegen Ray Austin antrat und durch technischen K. o. in der vierten Runde verlor.

## Sonstiges
Vor seinem Einstieg in den Boxsport spielte er American Football als Quarterback und absolvierte erfolglos ein Probetraining beim NFL-Klub Indianapolis Colts.